# Plantago johnstonii
Plantago johnstonii är en grobladsväxtart som beskrevs av Pilg.. Plantago johnstonii ingår i släktet kämpar, och familjen grobladsväxter. Inga underarter finns listade i Catalogue of Life.